# Henry F. Heard

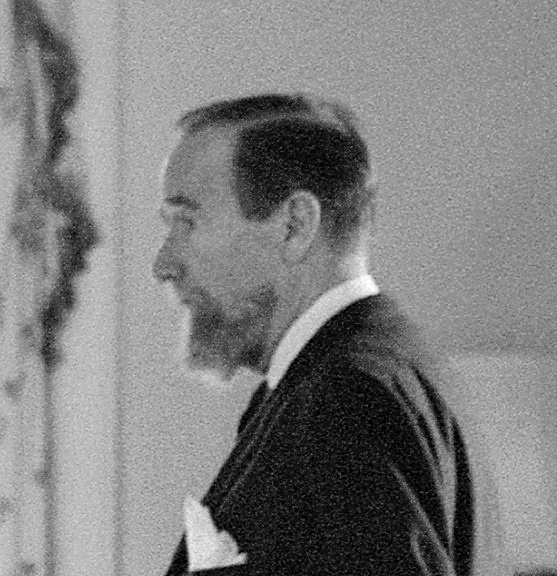
Gerald Heard (um 1955)

Henry Fitzgerald Heard, Pseudonym: Gerald Heard (* 6. Oktober 1889 in London; † 14. August 1971 in Santa Monica, Kalifornien), war ein britisch-amerikanischer Schriftsteller und Philosoph.
Heard studierte zunächst in Cambridge und übersiedelte 1937 zusammen mit Aldous Huxley in die Vereinigten Staaten von Amerika. Er veröffentlichte zahlreiche Bücher unter dem Pseudonym Gerald Heard, darunter insgesamt sechs Kriminalromane, von welchen drei an Sherlock Holmes angelehnte waren. Heard wurde von Aldous Huxley in seinem Roman Nach vielen Sommern in der Figur des William Propter verewigt.

## Mycroft-Kriminalromane

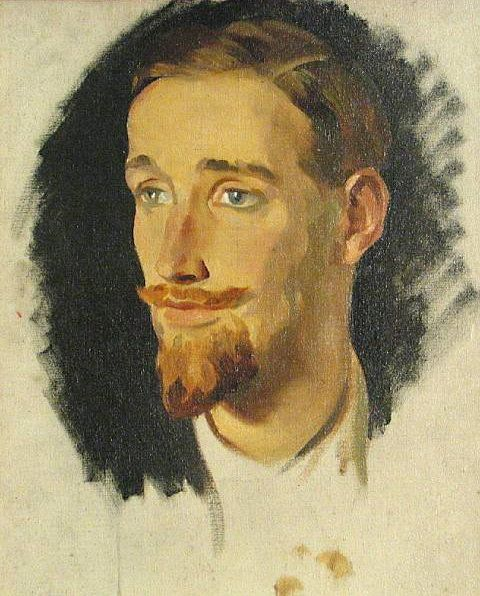
Heard (von Glyn Philpot)

Heard schrieb drei Kriminalromane, die zu den frühesten Beispielen einer Spielart des modernen Kriminalromans gehören. In dieser Spielart schreiben die Autoren im Stile eines berühmten Kollegen und dichten die Abenteuer bekannter Romanfiguren weiter. Bei dieser Form der „Nachdichtung“ entpuppte sich Arthur Conan Doyles Sherlock Holmes als besonders beliebt.
Die Hauptperson im ersten seiner Kriminalromane, Die Honigfalle, ist ein vermögender, junger Müßiggänger namens Sidney Silchester, der in einem Dorf lebt. Dort berichtet ihm sein scharfsinniger, älterer Nachbar von einem Dorfbewohner, der Menschen mit abgerichteten Bienen tötet. Silchester glaubt ihm das nicht, bis vor seinem Haus ein Schwarm wildgewordener Bienen auftaucht. Silchester und sein Nachbar gehen nun ans Werk.
Am Ende des Romans behauptet Silchester, er habe den Namen des helfenden Nachbarn vergessen.

„Sehen Sie! Ich habe den Namen vergessen, den er sich selbst gegeben hat. Er war Mycroft nicht unähnlich. Mycroft und dann noch ein Wort, ein kurzes, glaube ich ...“

Dass Silchester den Namen nicht nennen kann, hat wahrscheinlich rechtliche Gründe: Der Roman erschien im Original 1941, als das Werk des 1930 verstorbenen Arthur Conan Doyle noch urheberrechtlich geschützt war. Henry Fitzgerald Heard hätte eine Genehmigung der Erben gebraucht, um in seinem Roman den Namen von Sherlock Holmes zu verwenden.
Dem ersten Roman ließ Henry Fitzgerald Heard bis 1949 zwei weitere folgen, in denen jeweils Mr. Silchester und Mr. Mycroft gemeinsam ermitteln. Der Autor blieb dabei seiner Vorliebe für ungewöhnliche Mordwaffen treu. Neben abgerichteten Bienen sind es ein Briefumschlag, dessen Gummierung vergiftet ist, und eine Haarnadel, die für Morde genutzt werden.
Die drei Romane erschienen in deutscher Übersetzung in der DuMont Kriminal-Bibliothek.
- Die Honigfalle (1941), deutsche Ausgabe: Köln 1988.
- Anlage Freiumschlag (1942), deutsche Ausgabe: Köln 1990.
- Das Geheimnis der Haarnadel (1949), deutsche Ausgabe: Köln 1995

Zu seiner weiteren (unkriminalistischen) Buchproduktion vgl. den Wikipedia-Artikel (englischsprachig) zu Gerald Heard.

## Sachbücher
- The riddle of the flying saucers. Is another world watching? London (Carroll & Nicholson) 1950.

## Einzelbelege
1. ↑  Huxley, Heard, Wilson: Getting High, then Sober, with a Famous Writer, a Forgotten Philosopher and a Hopeless Drunk.
2. ↑  Huxley, Heard, Wilson: Getting High, then Sober, with a Famous Writer, a Forgotten Philosopher and a Hopeless Drunk.

| Personendaten    | Personendaten                                                           |
| ---------------- | ----------------------------------------------------------------------- |
| NAME             | Heard, Henry F.                                                         |
| ALTERNATIVNAMEN  | Heard, Henry Fitzgerald (vollständiger Name); Heard, Gerald (Pseudonym) |
| KURZBESCHREIBUNG | britisch-amerikanischer Schriftsteller und Essayist                     |
| GEBURTSDATUM     | 6. Oktober 1889                                                         |
| GEBURTSORT       | London                                                                  |
| STERBEDATUM      | 14. August 1971                                                         |
| STERBEORT        | Santa Monica                                                            |